# Sphinginae
Die Sphinginae sind eine Unterfamilie der Schwärmer (Sphingidae). Sie kommen weltweit mit etwa 400 Arten vor, fünf sind aus Europa bekannt, von denen vier in Mitteleuropa heimisch sind. Zu den wichtigsten Gattungen zählen Cocytius, Manduca und Sphinx.

## Merkmale
Die Imagines besitzen meist einen gut entwickelten, langen Saugrüssel. Ein solcher ist aber bei manchen Arten verkümmert, er kann aber auch wie etwa bei Xanthopan die Länge des Körpers um ein Vielfaches übertreffen. Das erste Segment der Labialpalpen besitzt mittig am unbehaarten Bereich keine Sinneshärchen. Das achte Sternum am Hinterleib ist gleichmäßig sklerotisiert. Die Tibien der mittleren Beinpaare besitzen entweder ein Paar distale Sporne, oder zwei Paare.
Der Kopf der Raupen ist groß und entweder rund, oder oberseits verjüngt. Das Analhorn ist in der Regel ausgebildet, ebenso wie schräg verlaufende Seitenstreifen am Körper.
Bei der Puppe ist der Saugrüssel entweder mit dem Körper verwachsen oder die Rüsselscheide liegt frei separat am Körper.

## Lebensweise
In Ruhestellung werden die Flügel mehr oder weniger dachförmig über dem Hinterleib zusammengefaltet. Zu den wichtigsten Nahrungspflanzen der Raupen gehören Korbblütler (Asteraceae), Trompetenbaumgewächse (Bignoniaceae), Windengewächse (Convolvulaceae), Ölbaumgewächse (Oleaceae), Nachtschattengewächse (Solanaceae) und Eisenkrautgewächse (Verbenaceae).

## Systematik
Im Folgenden werden die 39 derzeit der Unterfamilie zugeordneten Gattungen nach Kitching/Cadiou (2000), ergänzt durch die von James P. Tuttle wieder eingeführte und durch eine molekulargenetische Untersuchung bestätigte Gattung Lintneria, die aus der Gattung Sphinx ausgegliederte Arten beinhaltet, gelistet. Sämtliche in Europa auftretenden sowie ausgewählte weitere Arten sind ebenso dargestellt. Die in Europa auftretenden Arten sind mit „E“ gekennzeichnet, die, die auch in Mitteleuropa vorkommen sind jeweils mit dem Länderkürzel (A, CH, D) versehen.

### Tribus Sphingini Latreille, 1802
- Sagenosoma Jordan, 1946
- Dolbogene Rothschild & Jordan, 1903
- Dolba Walker, 1856
- Ceratomia Harris, 1839
- Paratrea Grote, 1903
- Sphinx Linnaeus, 1758
  - Ligusterschwärmer (Sphinx ligustri) Linnaeus, 1758 A, CH, D
  - Sphinx maurorum (Jordan, 1931) E
  - Kiefernschwärmer, oder Tannenpfeil (Sphinx pinastri) Linnaeus, 1758 A, CH, D
- Lintneria Butler, 1876
- Thamnoecha Rothschild & Jordan, 1903
- Lapara Walker, 1856
- Isoparce Rothschild & Jordan, 1903
- Nannoparce Rothschild & Jordan, 1903
- Neogene Rothschild & Jordan, 1903
- Manduca Hübner, [1807]
  - Tabakschwärmer (Manduca sexta) (Linnaeus, 1763)
- Euryglottis Boisduval, [1875]
- Apocalypsis Rothschild & Jordan, 1903
- Pseudodolbina Rothschild, 1894
- Praedora Rothschild & Jordan, 1903
- Ellenbeckia Rothschild & Jordan, 1903
- Litosphingia Jordan, 1920
- Hoplistopus Rothschild & Jordan, 1903
- Oligographa Rothschild & Jordan, 1903
- Dovania Rothschild & Jordan, 1903
- Lomocyma Rothschild & Jordan, 1903
- Panogena Rothschild & Jordan, 1903
- Macropoliana Carcasson, 1968
- Poliana Rothschild & Jordan, 1903
- Meganoton Boisduval, [1875]
- Psilogramma Rothschild & Jordan, 1903
- Leucomonia Rothschild & Jordan, 1903
- Pantophaea Jordan, 1946
- Xanthopan Rothschild & Jordan, 1903
- Amphimoea Rothschild & Jordan, 1903
- Neococytius Hodges, 1971
- Cocytius Hübner, [1819]
- Amphonyx Hübner, 1819

### Tribus Acherontiini Boisduval, 1875
- Megacorma Rothschild & Jordan, 1903
- Agrius Hübner, [1819]
  - Windenschwärmer (Agrius convolvuli) (Linnaeus, 1758) A, CH, D
- Callosphingia Rothschild & Jordan, 1916
- Coelonia Rothschild & Jordan, 1903
  - Coelonia fulvinotata (Butler, 1875)
- Acherontia Laspeyres, 1809
  - Acherontia lachesis (Fabricius, 1798)
  - Acherontia styx (Fabricius, 1798)
  - Totenkopfschwärmer (Acherontia atropos) (Linnaeus, 1758) A, CH, D

## Belege